# Республика Македония на «Евровидении-2014»
Македония принимает участие в конкурсе песни «Евровидение 2014» в Копенгагене, Дания. Представитель был выбран путём внутреннего отбора, организованным македонским национальным вещателем «MRT».

## Внутренний отбор
28 августа 2013 года, Тияна Дапчевич была объявлена представителем Македонии на конкурсе песни «Евровидение 2014», во время вечерней программы новостей «Dnevnik». Тияна и ранее пыталась представлять Македонию на «Евровидение», участвуя в национальном финале в трех случаях: в 1996 году — третье место с песней «Ti prostuvam», в 2002 году — четвёртое место с песней «Izgrev», и в 2005 году участвовала в выборе исполнителя. Также в 2006 году выступала в национальном финале Сербии и Черногории, заняв восьмое место с песней «Greh».
На «Евровидение 2014» Дапчевич исполнит песню «To the Sky» (К небу). Песня была написана Дарком Димитровом, Лазарям Цветкоским и Еленой Ристеской. Димитров и Цветкоски были также композиторами других песен для «Евровидение» а именно: песня «Пред да се раздени» которую исполнила Эсма Реджепова и Влатко Лозаноски, в то время как Димитров также сочинил песню «Ninanajna», которая была исполнена Еленой Ристевской. Дапчевич также записала английскую версию песни «To the Sky», которую сочинила Лаура Рошка. Ранее в ноябре 2013 года Дапчевич объявила, что её песня для конкурса будет называться «Победа», однако название песни как позже выяснилось, будет рабочим названием песни.
Презентация вступления состоялось 22 февраля 2014 года во время специального выпуска программы Hit na mesecot (Хит месяца), по приглашению Александра Йовановска и Марко Марка.

## На Евровидении
Представитель Македонии на конкурсе выступил во второй половине второго полуфинала, который пройдет 8 мая 2014 года в Копенгагене,Дания.Не прошёл в финал, заняв 13-е место, 33 очка.